# 락사

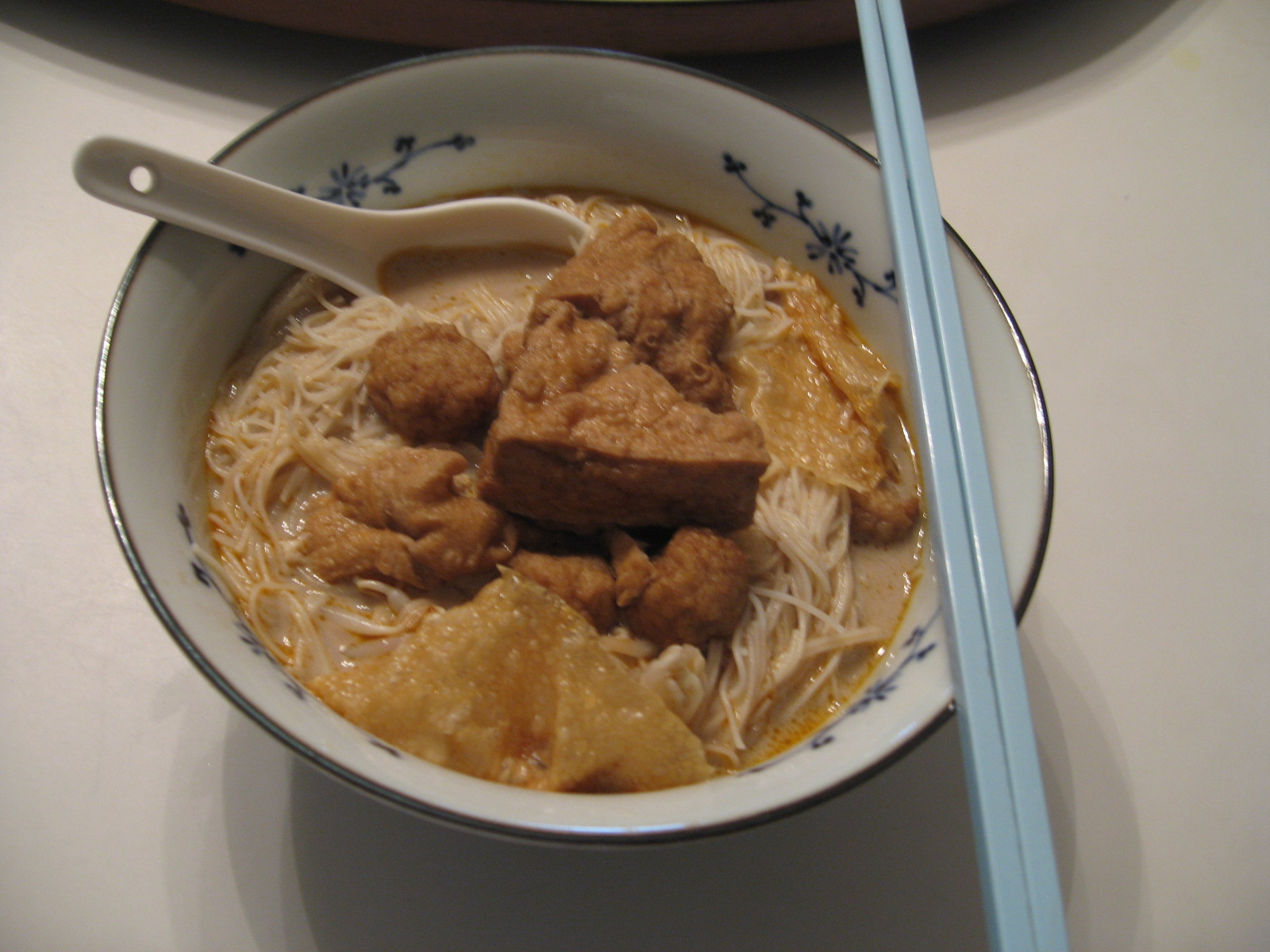

락사(Laksa)는 동남아 국수 요리이다. 싱가포르, 말레이시아 음식으로 매운 국물국수이다.

## 기원
"락사"(laksa)라는 이름의 기원은 불분명하다. 한 의견은 힌두어/페르시아어(Hindi/Persian)의 "락샤"(lakhshah)로 거슬러 올라간다고 하는데, 쌀 버미셀리의 한 종류로, 산스크리트(Sanskrit)어 "락샤스"(lakshas,लकशस्)의 "십만"이라는 의미인 락(lakh)이 되었다고 주장한다. 다른 의견은 "락사"(laksa)가 중국어 辣沙 (Cantonese: [lɐ̀t.sáː]) 매운 모래("spicy sand")에서 파생되었다고 하는데, 소스가 모래처럼 가늘게 말린 것이기 때문이라고 한다. 또다른 의견은 "더러운"(dirty)이라는 뜻의 하카어(Hakka)에서 비롯되었다고 하는데, 겉모습 때문이라고 한다.

## 종류
- 락사 사라왁
- 락삼
- 아삼 락사
- 카리 락사